# Inmigración filipina en España
La inmigración filipina en España se refiere al flujo migratorio de los ciudadanos de Filipinas, y también de los filipinos que provienen de otros países, hacia España. Casi 200.000 personas forman la colectividad filipina en España, incluye los aproximados 37.000 naturales de Filipinas que no poseen la nacionalidad española. 
Existe por una gran porción de la historia filipina la migración de los filipinos a España y los territorios españoles debido de la historia de Filipinas como una posesión española, y la comunidad filipina es la comunidad inmigrante más antigua de España con origen en Asia. La migración filipina entre los territorios del imperio español se produjo por primera vez en el siglo XVI, aunque los primeros migrantes filipinos a la España continental llegaron a  finales del siglo XIX, y continuó después de la independencia filipina la migración masiva desde Filipinas hacia España. El crecimiento rápido de la comunidad desde los años 90 transformó la diáspora filipina en España en una de las diásporas filipinas más grandes en Europa.

## Historia

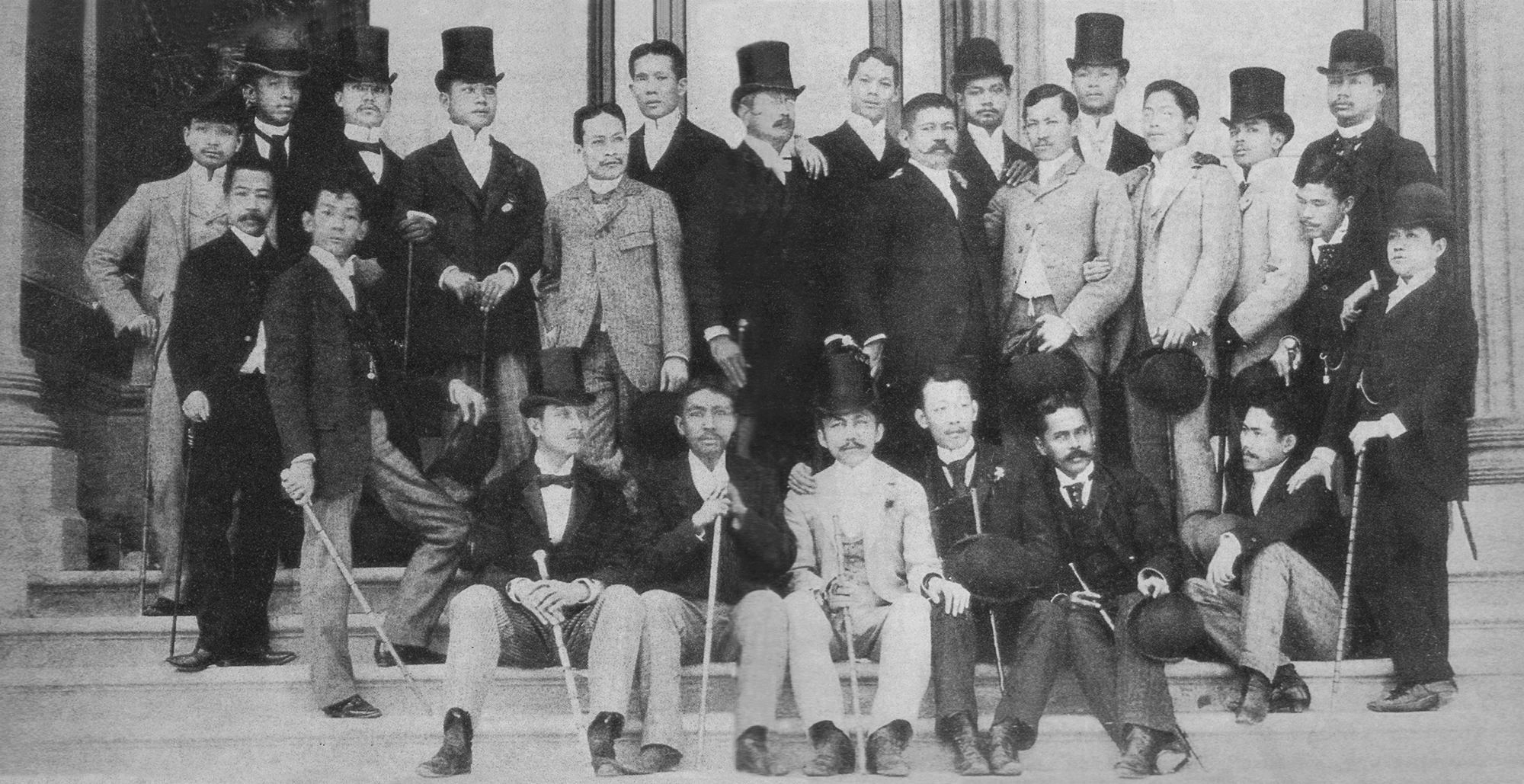
Los ilustrados del formaron la primera comunidad filipina de importancia en España

Los primeros asentamientos filipinos en España pueden ser fechados entre los siglos XVI y XIX, durante la colonización española del país, aunque la mayor parte del flujo migratorio desde Filipinas fue a los territorios del virreinato de Nueva España, del que formaba parte. Unos 3.600 asiáticos migraron a los territorios novohispanos (en América) entre 1565 y 1700, compuesto principalmente por los filipinos que trabajaban a bordo de los galeones de Manila.
Prácticamente no existió por la mayor parte de la historia colonial de las islas ningún flujo de migrantes filipinos a la España continental. Comenzó la migración filipina sólo a finales del siglo XIX por la llegada de los ilustrados, una agrupación compuesta por las clases medias y altas de las islas, para obtener en España educación superior. En 1880, vivía en España una población de unas 200 personas de origen filipino para estudiar en las instituciones españolas de educación superior, inclusive los más prominentes de su tiempo como José Rizal. Aunque esta comunidad formó la primera comunidad española, y también la más antigua, de migrantes asiáticos, muchos miembros habrían vuelto a Filipinas con el fin de participar en la revolución filipina. Continuó de forma intermitente el flujo de migración en ese período hasta principios de la colonización estadounidense del país, después de que los vínculos económicos entre Filipinas y España hubieran sido sustituido en los años 20 por vínculos semejantes con Estados Unidos.
Existe tres olas de migración contemporánea desde Filipinas a España. La primera ola de migración filipina en este período consiste en los hispanofilipinos y los españoles residentes en Filipinas que huyeron del país hacia España al final de la Segunda Guerra Mundial y en los años tras la independencia filipina. Empezó esa ola con unos 300 supervivientes de la batalla de Manila que habían salido a bordo dos buques, Plus Ultra y Halekala. Marcó la segunda ola migratoria el inicio de la migración económica contemporánea que empezó en los años 60 con la llegada de las mujeres filipinas que trabajaban como trabajadoras domésticas en servicio de los empresarios españoles en Filipinas que decidían volver a España con ellas. En los años 80 siguió, tras la segunda ola de migrantes, una tercera constituida por migrantes que sustituirían aquellos que se mudaron de España a otros países, particularmente a Estados Unidos y Canadá. Ha provocado por las últimas dos olas de migración un cambio significativo en la composición de la diáspora filipina en España por causa de las circunstancias particulares de los migrantes que los formaron. Los migrantes que llegaron más tarde eran usualmente de una clase social más baja, con vínculos con España casi inexistentes (si existiera algún vínculo) en comparación con los miembros de la primera ola más pequeña, que se caracterizaban por su pertenencia en las clases más altas del país origen y la existencia por su parte de vínculos más fuertes con España.
La entrada formal de los trabajadores migrantes filipinos (OFW) comenzó tras la aprobación en 2006 de un acuerdo entre España y Filipinas sobre la entrada de trabajadores hábiles. Provocó el acuerdo la contratación de casi 160 enfermeros y encargados de origen filipino a las residencias de mayores en toda España. Permitiría con ese acuerdo la entrada a España de hasta 200.000 trabajadores filipinos, con rutas también para entrar al país los profesionales altamente cualificados como médicos e ingenieros. De una población estimada de 25.000 filipinos residentes en España en el año 1992, creció considerablemente los pertenecientes de la diáspora filipina tras la entrada de los OFW, con más de 40.000 contados en 2006, y más de 50.000 el siguiente año.